# Per Uddén
Per Edvard Carl Uddén född 29 juni 1925 i Göteborg, död 10 december 2002 i Sigtuna, var en svensk läkare, uppfinnare och entreprenör, mest känd för att ha utvecklat elektriska transportmedel för personer med rörelsehinder och grundat Permobil.

## Permobilen
Per Uddén fick 1963 kännedom om att det fanns en elektrisk rullstol, men att denna bara kunde köras på plana ytor. Han grundade därför företaget Permobil och inledde ett arbete med att utveckla en mer robust konstruktion, vilket år 1966 ledde fram till lanseringen av den första Permobilen. Efter vissa problem med myndigheter, som tyckte att motordrivna fordon bara borde få framföras på vägar, blev uppfinningen en stor framgång och företaget säljer numera en rad hjälpmedel för personer med funktionsnedsättning över hela världen. Mycket av inledande verksamhet bedrevs i ett hus i Kälarne i Jämtland.

## Övrigt
Som läkare blev Per Uddén redan på 1960-talet känd för att uppmärksamma situationen och behov för personer med funktionsnedsättning. Han talade bland annat om deras sexuella behov. Han uppfann även "Stilles Sanisept", den första tejpade dambindan. Per Uddén är även far till Eva Uddén Sonnegård och bror till Gösta Uddén.